# Martina Majerle
Martina Majerle (Fiume, 2 maggio 1980) è una cantante croata.
Ha rappresentato la Slovenia all'Eurovision Song Contest 2009 con il brano Love Symphony, in collaborazione con il quartetto d'archi Quartissimo.

## Biografia
Martina Majerle si è fatta conoscere all'inizio degli anni 2000 come cantante del gruppo pop Putokazi; nel 2005 ha formato, con Lado Bartoniček, il duo Atmospheric, con cui ha pubblicato tre album.
Il 31 gennaio e il 1º febbraio 2009 ha partecipato ad EMA, il processo di selezione del rappresentante sloveno per l'Eurovision, cantando Love Symphony accompagnata dal quartetto d'archi Quartissimo; sono risultati i quarti preferiti dal televoto e i primi classificati nel voto della giuria, ottenendo abbastanza punti da vincere l'intera selezione. Nella seconda semifinale dell'Eurovision Song Contest 2009, che si è tenuta il successivo 14 maggio a Mosca, si sono piazzati al 16º posto su 19 partecipanti con 14 punti ottenuti, non riuscendo a qualificarsi per la finale.
Oltre alla sua partecipazione del 2009, Martina Majerle ha spesso cantato come corista per altri rappresentanti eurovisivi: è salita sul palco con la croata Claudia Beni nel 2003, con la slovena Alenka Gotar nel 2007, con il montenegrino Stefan Filipović nel 2008, con le slovene Maja Keuc ed Eva Boto rispettivamente nel 2011 e nel 2012, con il montenegrino Sergej Ćetković nel 2014, e con la croata Nina Kraljić nel 2016.

## Discografia

### Singoli
- 2009 – Love Symphony (feat. Quartissimo)
- 2011 – Neka se dogodi čudo
- 2012 – Čokolada in vanilija (feat. Dare Kaurič)
- 2013 – Kalimba de Luna (feat. Chrisma Project & Mr. B)
- 2015 – Alive
- 2017 – Teče, teče rečina
- 2018 – Na Trsatu
- 2018 – Međimurska voda sveta
- 2018 – More j' z morun
- 2019 – Leja le lej
- 2019 – Rain in the Desert (feat. Mr. Darwin Chill)
- 2020 – Volin kad si tu
- 2020 – Dajen ti besedu (feat. Klapa Tić)
- 2021 – Vrijeme je na našoj strani
- 2021 – Sebi dovoljan (feat. Matija Dedić)
- 2023 – Stori malo mesta za me